# Castello di Scagnello
Il castello di Scagnello è stato un edificio difensivo, oggi diroccato, situato a monte dell'omonimo centro abitato, in provincia di Cuneo.

## Storia

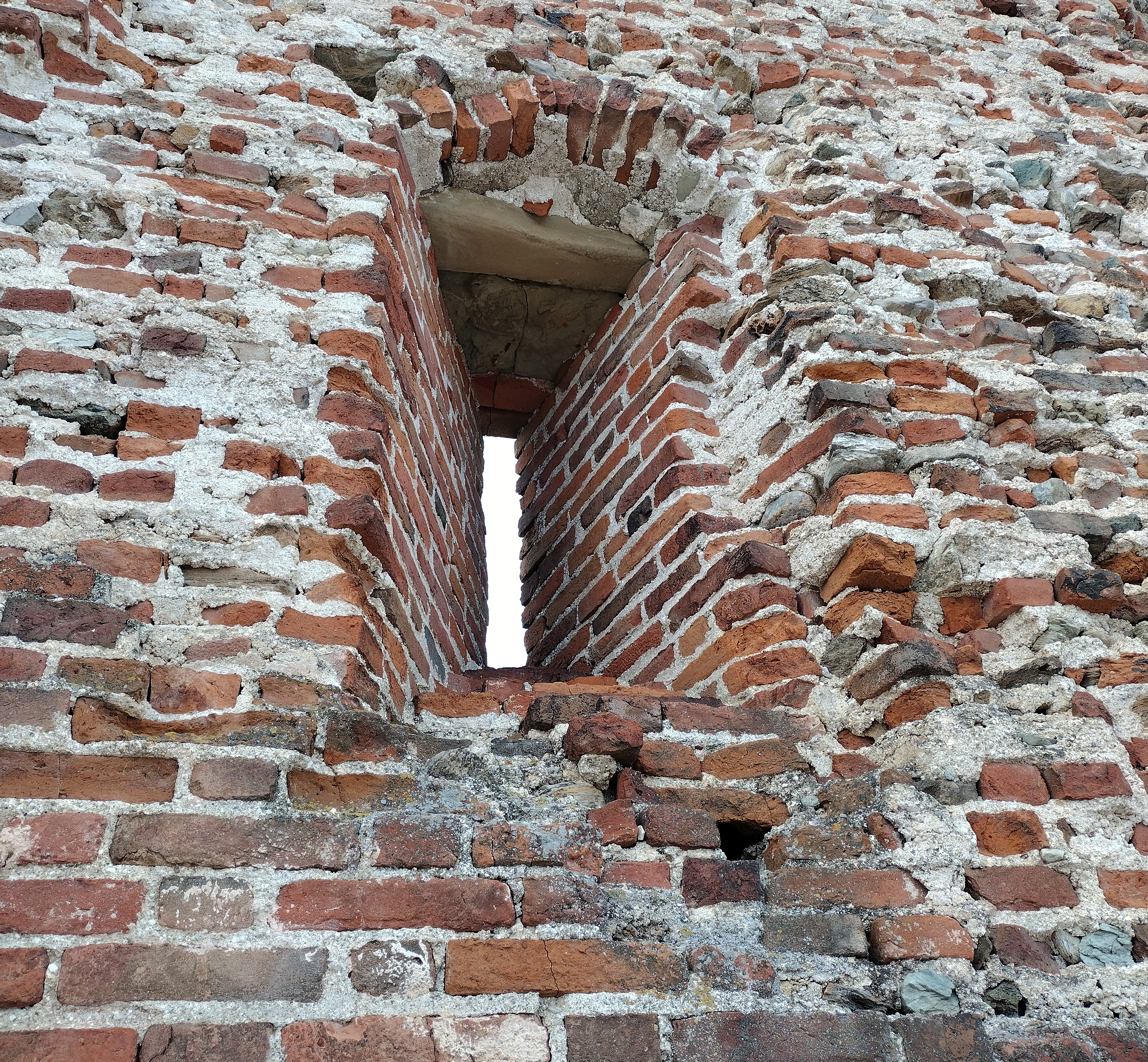
Dettaglio della muratura

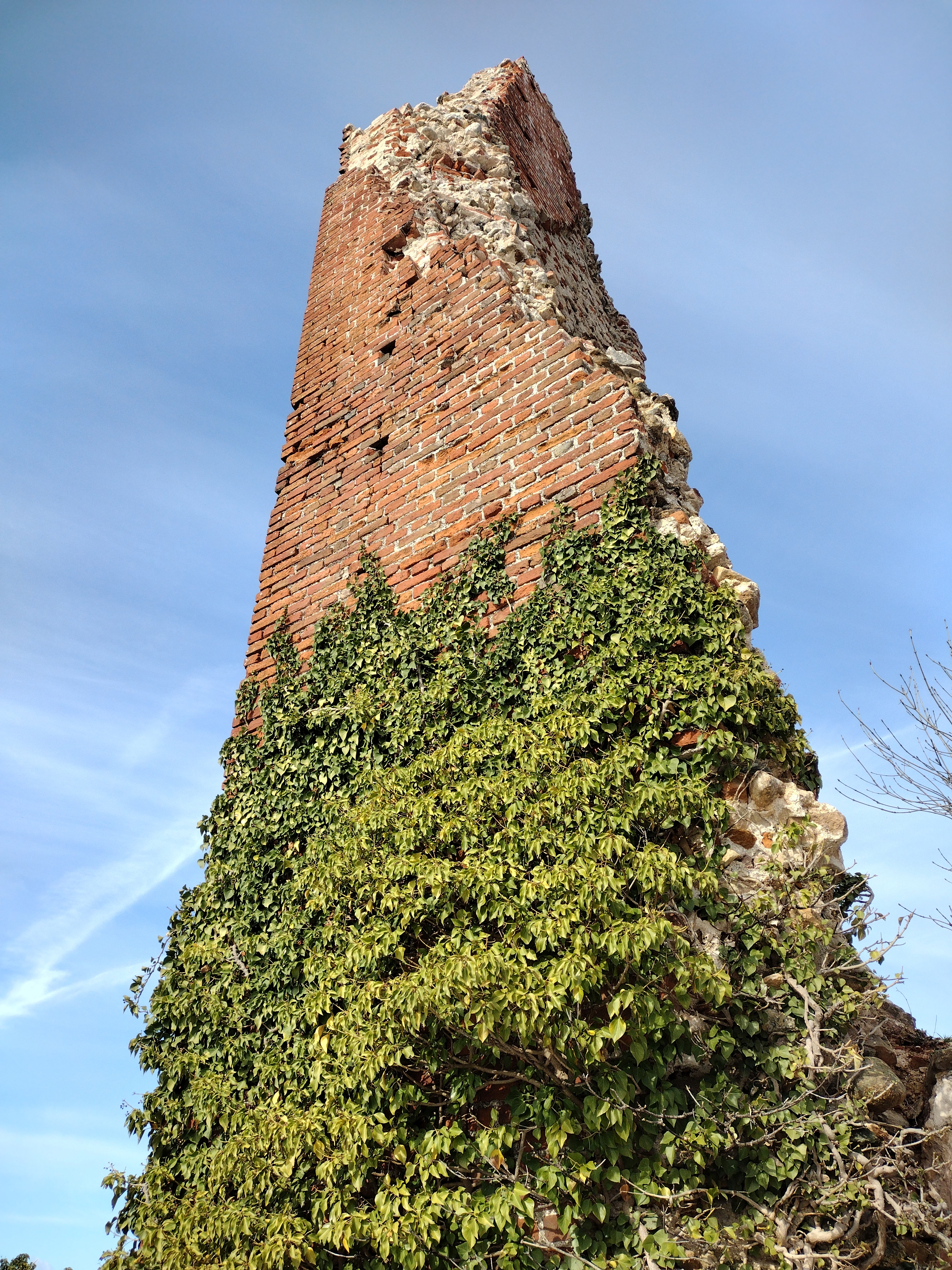
La torre

L'esistenza del castello di Scagnello è attestata in un documento del 20 aprile 1241, nel quale il Marchese Pagano di Ceva lo cede ai suoi fratelli Emanuel e Giogio. Il castello passò poi diverse volte di proprietà. Nel 1363, durante gli scontro tra gli Acaja e il Marchesato del Monferrato, fu occupato da Amedeo di Acaja, che lo tenne brevemente per poi esserne cacciato dai monferrini. Nel 1381 ritornò in possesso del Marchesi di Ceva, che ne mantennero a lungo la signoria. Nel 1535 l'edificio venne distrutto dalle truppe francesi. Goffredo Casalis, poco prima della metà del XIX secolo, scriveva che a Scagnello: ... sorge un antico castello in ottima positura, con alta torre, che vedesi dal capoluogo della provincia, e da varii paesi della provincia medesima; in oggi è inabitabile, perché quasi distrutto.
Il castello era collegato in un sistema di fortificazioni con altri edifici della zona come il castello di Bagnasco e quello di Battifollo.
La struttura è attualmente di proprietà di una famiglia di Savona. Nel marzo del 2016 la sua torre venne colpita da un fulmine, che ne ha demolito la merlatura superiore e parte della struttura muraria, e ne ha reso inoltre inutilizzabile l'impianto di illuminazione.

## Descrizione

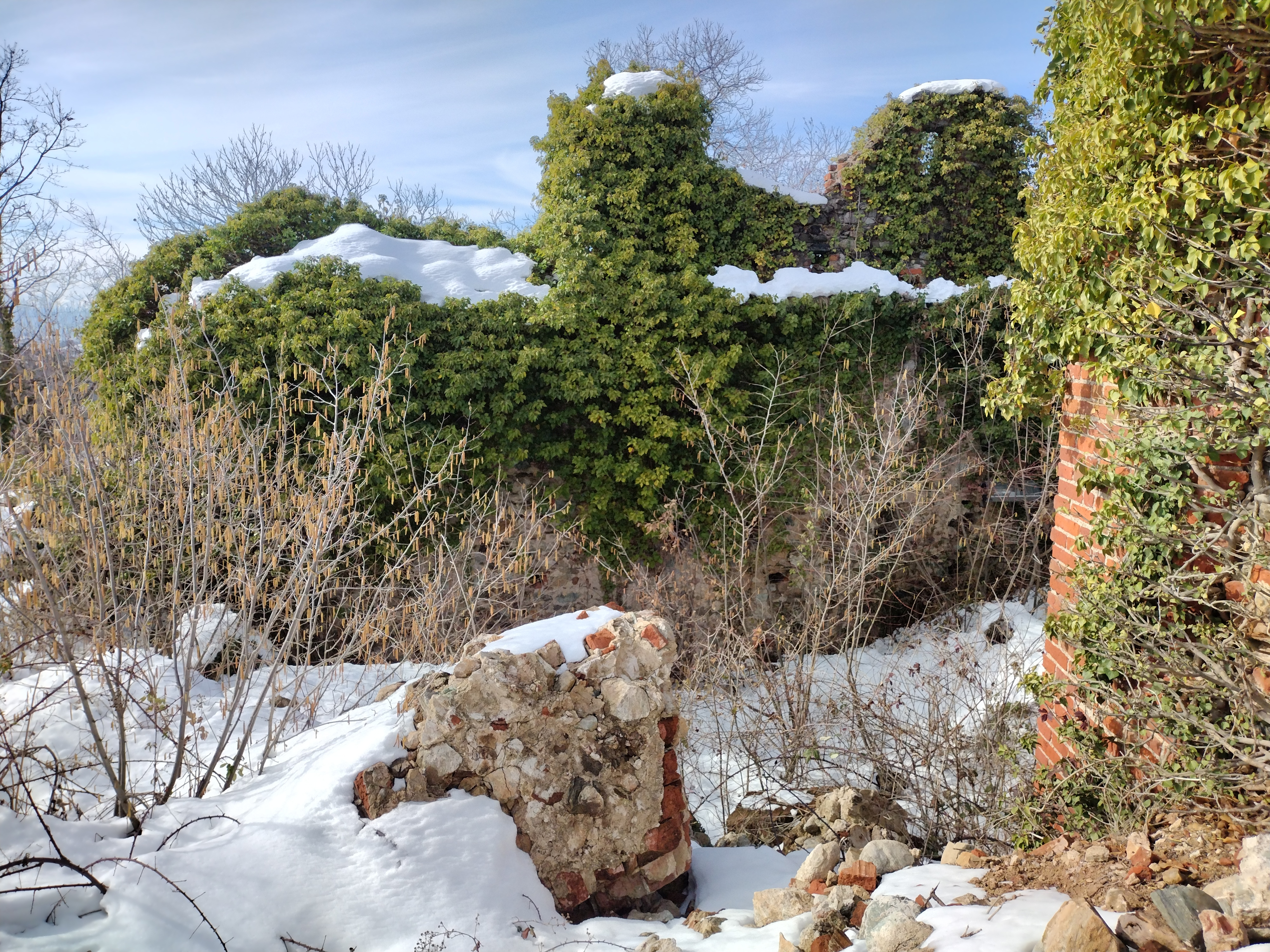
Il corpo di fabbrica contiguo alla torre

Il castello di Scagnello sorge a 838 metri di quota sulla cima di una collina che sovrasta Scagnello da nord. Anche prima delle distruzioni subite nel corso della sua storia, era importante soprattutto per la sua torre, che dominava il resto dell'edificio e, dall'alto della collina, consentiva il collegamento visivo con altre strutture fortificate del Marchesato di Ceva. Oltre alla torre, dell'altezza di circa 20 metri e che si presenta ben conservata da un solo lato, sono oggi presenti le rovine di un edificio residenziale e si possono distinguere i ruderi di tre diverse cnte murarie. Il complesso, che era stato invaso da arbusti e rampicanti, nel 2016 è stato ripulito dagli operai forestali vegetazione infestante.

## Accesso
Una visita ravvicinata delle rovine è sconsigliabile dato che quanto rimane degli edifici non risulta messo in sicurezza. La salita alla collina è però piuttosto piacevole per l'ampio panorama che si gode dalla sua sommità.